# Drude Janson
Drude Ulriche Petrea Janson, född Krog den 18 oktober 1846 i Norderhovs kommun, död den 17 mars 1934, var en norsk författare, mellan 1868 och 1897 gift med Kristofer Janson.
Janson gav under mitten av 1880-talet ut ett par mindre betydande noveller. Hennes självbiografiska skildring Mira, som gavs ut 1897 under pseudonymen Judith Keller, är däremot en särpräglad bok, intressant både som tidsskildring och som mänskligt dokument. 1908 gav hon ut romanen Helga.